# Maurice Bardèche
Ne doit pas être confondu avec Maurice Bardet.
Maurice Bardèche, né le 1er octobre 1907 à Dun-sur-Auron et mort le 30 juillet 1998 à Canet-en-Roussillon, est un universitaire, écrivain, critique littéraire et polémiste français, engagé à l'extrême droite de l'échiquier politique.
Considéré comme l'un des fondateurs du négationnisme en France avec Paul Rassinier,, il continua dans les années qui suivirent la Seconde Guerre mondiale à se réclamer explicitement du fascisme.

## Biographie

### Enfance et formation
Né à Dun-sur-Auron, le 1er octobre 1907, Maurice Bardèche est issu d'une famille modeste — son père, Jean Bardèche, agent voyer, est un petit fonctionnaire local — plutôt républicaine et anticléricale. Pur produit de l'élitisme républicain, il fait ses classes à l'école communale de Dun et obtient, après son certificat d'études au lycée de Bourges, une bourse qui lui permet de poursuivre ses études, puis entre en hypokhâgne au lycée Louis-le-Grand de Paris en 1922. Il y rencontre un groupe d'étudiants, dont Jacques Talagrand (plus connu sous son pseudonyme de Thierry Maulnier), Pierre Frémy, Pierre Vivien, José Lupin, Paul Gadenne, et son futur beau-frère, Robert Brasillach, avec lequel il se lie d'une amitié définitive. En 1928, il est admis — 13e sur 29 — à l'École normale supérieure, où il a pour condisciples la philosophe Simone Weil, qu'il surnommait « la Vierge rouge », Claude Jamet, Jacques Soustelle, Roger Vailland et Georges Pompidou.
Reçu 17e ex-æquo à l'agrégation des lettres en 1932, il enseigne ensuite à la Sorbonne. Il épouse Suzanne Brasillach, sœur de Robert, en 1934 à Paris. Validée en 1940, sa thèse s'intitule La formation de l’art du roman chez Balzac jusqu’à la publication du Père Goriot (1820-1835). Il en tirera une biographie de cet auteur, Balzac romancier. Il continue d'enseigner à la Sorbonne, puis à l'université de Lille à partir de 1942.

### Engagé à l'extrême droite
Dans les années 1930, il collabore aux revues qu'animent Brasillach et Maulnier (1933, 1934, 1935), où il assure la chronique picturale et littéraire. De 1936 à 1939, il se rend plusieurs fois en Espagne et écrit avec Brasillach une Histoire de la guerre d'Espagne. Séduit par la Phalange espagnole de José Antonio Primo de Rivera, il prend parti pour le fascisme. Il s'émerveille pour l'esthétique flamboyante exhibée au congrès du parti nazi à Nuremberg.
Durant la guerre, hormis quelques articles sur l'art et la littérature dans Je suis partout, il se consacre essentiellement à son œuvre littéraire, étant spécialiste des écrivains du xixe siècle.

### Défenseur du nazisme
À la Libération, arrêté car proche de Brasillach, il est vite relâché, alors que son beau-frère est fusillé. Dans sa chronique « Bardèche, maman, la bonne et moi », Patrick Besson écrit : « Il entra dans la collaboration après la Libération, ce qui était pousser loin l'anticonformisme ».
Radié de l'enseignement national, il ne peut plus donner de cours que dans des écoles privées, jusqu'à l'intervention de Georges Pompidou dès son élection. Désormais, il s'attachera à réhabiliter l'œuvre et à diffuser les écrits de Brasillach,.
Dans sa Lettre à François Mauriac (1947), pamphlet vendu à 80 000 exemplaires, s'il défend l'idée de « collaboration » et les fonctionnaires nommés par Vichy, il remet en cause la « légalité » de la Résistance et critique les excès de l'« épuration permanente », il exprime ses réserves sur la création et les méthodes de la Milice.
En 1948, il est parmi les premiers animateurs de l'Association des amis de Robert Brasillach.
Dans Nuremberg ou La Terre promise, publié en octobre 1948 et tiré à 25 000 exemplaires, il plaide en faveur de l'Allemagne nazie, contestant aux Alliés le droit légal et moral de juger les dirigeants du IIIe Reich pour des actes qu'ils avaient « peut-être » commis, et exprime des thèses négationnistes dont les arguments deviendront des classiques de la négation de la Shoah : « Si la délégation française trouve des factures de gaz nocifs, elle se trompe dans la traduction et elle cite une phrase où l'on peut lire que ce gaz était destiné à “l'extermination”, alors que le texte allemand dit en réalité qu'il était destiné à “l'assainissement”, c'est-à-dire à la destruction des poux dont tous les internés se plaignaient en effet ; et d'autre part, en examinant les factures, on s'aperçoit que certaines d'entre elles sont destinées à des camps qui n'ont jamais possédé de chambre à gaz. […] Il résulte clairement des pièces du procès que la solution du problème juif, qui avait eu l'approbation des dirigeants nationaux-socialistes, consistait uniquement en un rassemblement de Juifs dans une zone territoriale qu'on appelait la réserve juive : c'était une sorte de ghetto européen, une patrie juive reconstituée à l'Est, c'était cela que prévoyaient les instructions connues des ministres et des hauts fonctionnaires, et c'était cela seulement. […] Et nous n'avons pas le droit d'en conclure davantage que le national-socialisme aboutissait nécessairement à l'extermination des Juifs : il proposait seulement de ne plus les laisser se mêler à la vie politique et économique du pays, et ce résultat pouvait être obtenu par des méthodes raisonnables et modérées. […] [Ne] sommes-nous pas victimes d'une propagande dont les effets peuvent être un jour terriblement préjudiciables au peuple français ? ».
Poursuivi pour « apologie du crime » par le parquet et par deux associations qui se portèrent partie civile, le Comité d'action de la Résistance et l'Association des anciens combattants et volontaires juifs, Maurice Bardèche répond à la Cour en 1951 qu’il ne peut pas faire l’apologie d’un crime dont il dit qu’il n’a pas eu lieu ; sa ligne de défense repose sur la notion de « liberté d'expression » garantie par « les traditions républicaines ». Après maintes tergiversations de la justice - il est d'abord relaxé en 1951 -, Bardèche, défendu notamment par l'avocat de Pétain, Jacques Isorni, est condamné en appel en mars 1952 à un an de prison ferme et 50 000 francs d'amende pour « apologie de crimes de guerre », et le livre interdit à la vente,. Il récidive dès 1950 avec Nuremberg II ou les Faux-Monnayeurs, où il s'appuie sur les thèses de Paul Rassinier. Incarcéré à Fresnes à partir du 30 juin 1954 après le rejet de son pourvoi en cassation en février 1954 et celui de son recours en grâce, il bénéficie d'une mesure de grâce du président de la République René Coty le 14 juillet 1954 et est libéré le lendemain,. Il racontera les difficultés de sa famille et son incarcération (ainsi que celle de sa femme, Suzanne Brasillach, avec qui il aura cinq enfants, dont l'avocat Bruno Bardèche), sur un ton mi-humoristique, mi-dramatique, dans Suzanne et le Taudis (1957).
Plus encore que défendre Brasillach, il veut aussi diffuser ses idées fascistes et antisémites, ce qui l'amène à participer au Mouvement social européen, qui se veut une « Internationale fasciste ». À Malmö, en mai 1951, au congrès de ce mouvement, qui réunit entre autres, à l'initiative des Suédois et notamment de Per Engdahl, l'Anglais Oswald Mosley, l'Italien Ernesto Massi, l'Allemand Karl-Heinz Priester et le Français René Binet — avec lequel il ne s'entendra cependant pas — il conduit la délégation française et reçoit pour tâche de fédérer les divers groupes français.
Cette entreprise dépasse toutefois Bardèche, qui n'est pas un organisateur, encore moins un meneur d'hommes, et qui s'avère plus à son aise dans la polémique. Après avoir fondé Les Sept Couleurs, maison d'édition publiant ses livres et ceux d'autres intellectuels fascistes, il fonde Défense de l'Occident, revue « discrètement raciste et ultra-occidentale » qui sera un « lieu de rencontre » de l'extrême droite de 1952 à 1982.

### Un «tiers-mondiste de droite»
Si Bardèche se réclame d'emblée de l'« aile gauche » du fascisme, il va surtout se faire remarquer par ses positions favorables aux mouvements et aux gouvernements révolutionnaires du monde arabe. Dans ses écrits, il exalte le nationalisme arabe, notamment le Baas et même le FLN algérien. Il est d'ailleurs attesté qu'il correspond régulièrement par la plume avec Johann von Leers, un ancien membre du parti nazi converti à l'islam, qui travaille au Caire pour le gouvernement égyptien depuis 1956.
Dans son petit ouvrage Qu'est-ce que le fascisme ? (1961), il décrit l'islam comme un mode de régénération politique et se livre à un véritable panégyrique du président égyptien Gamal Abdel Nasser, affirmant découvrir chez lui une authentique « mystique fasciste », procédant d'une synthèse du nationalisme et de l'islam.
Sa sympathie pour certains gouvernements arabes est motivée par son antisionisme radical, lequel va par ailleurs de pair avec son désir d'expulser les Français juifs. Son engagement « tiers-mondiste » est cependant à nuancer : Bardèche soutient dans le contexte de la guerre d'Algérie le maintien du système colonial et approuve l'OAS (tout en éprouvant une certaine sympathie pour les membres du FLN, qu'il reconnait comme des nationalistes). Enfin, il défend une « Europe blanche » et attribue à celle-ci le droit de détenir une part de l'Afrique (territoires sur lesquels colons et autochtones cohabiteraient).
Son travail et ses idées ont contribué à l'évolution du nationalisme-révolutionnaire en France.

### Études littéraires et engagements
Cependant Maurice Bardèche n'est pas après-guerre seulement l'auteur d'une œuvre polémique ou politique, il donne aux lendemains de la Libération un Stendhal romancier, réédité jusque dans les années 1980, et consacrera plusieurs années de recherche à une somme sur Marcel Proust romancier, ouvrage publié en 1971.
En 1976, il témoigne dans le film documentaire Chantons sous l'Occupation d'André Halimi.
En 1989, paraît son dernier essai littéraire, consacré à l'écrivain catholique Léon Bloy, qu'il n'aimait d'ailleurs pas. Il s'agit à la fois d'une biographie de Bloy et d'une analyse de son œuvre, fondée sur une lecture précise des textes et une compréhension du contexte culturel.
Bardèche s'est distingué par ses références fréquentes au jacobinisme et à la Révolution française, et il se rendait chaque année au mur des Fédérés pour déposer une gerbe en souvenir de la Commune de Paris (en mai 1966, il avait cofondé l'Association des amis du socialisme français et de la Commune). Maurice Bardèche a également fait l'apologie de l’islam, une religion et une civilisation dont il louait la virilité. Ainsi écrit-il : « Dans le Coran il y a quelque chose de guerrier et de fort, quelque chose de viril, quelque chose de romain pour ainsi dire ».
Le 12 septembre 1998, une messe est célébrée à sa mémoire selon la forme tridentine du rite romain en l'église Saint-Nicolas-du-Chardonnet à Paris, messe qui réunit plusieurs figures de l'extrême droite française, de Pierre Sidos à Henry Coston, et des continuateurs des thèses de l'écrivain comme Pierre Guillaume, d'origine ultra-gauche. Jean-Marie Le Pen salue, dans Les Français d'abord, le « prophète d'une renaissance européenne qu'il espéra longtemps », « un grand écrivain et un historien d'avant-garde ».
Il est inhumé au cimetière de Charonne, dans le XXe arrondissement de Paris.

## Publications
- Avec Robert Brasillach, Histoire du cinéma, Paris, Denoël & Steele, 1935 (réimpr. 1942, 1943, 1948, 1953, 1964)
- Avec Robert Brasillach, Histoire de la guerre d’Espagne, Paris, Plon, 1939
- Balzac romancier : la formation de l'art du roman chez Balzac jusqu'à la publication du Père Goriot (1820-1835), Plon, 1940 (éd. refondue en 1943)

— Prix Henri-Dumarest 1941 de l’Académie française
- Lettre à François Mauriac, Paris, La Pensée libre, 1947
- Stendhal romancier, Paris, La Table ronde, 1947
- Nuremberg ou la Terre promise, Paris, Les Sept couleurs, 1948
- Nuremberg II ou les Faux-Monnayeurs, Paris, Les Sept couleurs, 1950
- L'Europe entre Washington et Moscou : texte d'une conférence tenue le 26 avril 1951 à Anvers, Steendorp, R. Troubleyn, 1951
- L'Œuf de Christophe Colomb : lettre à un sénateur d'Amérique, Paris, Les Sept couleurs, 1951
- Les Temps modernes, Paris, Les Sept couleurs, 1956
- Suzanne et le Taudis, Paris, Plon, 1957
- Qu’est-ce que le fascisme ?, Paris, Les Sept couleurs, 1961, 199 p.
- Histoire des femmes, Paris, Stock, 1968
- Sparte et les Sudistes, Paris, Les Sept couleurs, 1969 (lire en ligne)
- Marcel Proust romancier, Paris, Les Sept couleurs, 1971
- L'Œuvre de Flaubert, Paris, Les Sept couleurs, 1974
- Balzac, Paris, Juillard, 1980
- Louis-Ferdinand Céline, Paris, La Table Ronde, 1986
- Léon Bloy, Paris, La Table Ronde, 1989
- Souvenirs, Paris, Buchet-Chastel, 1993
- La Mafia des démocraties, posthume, recueil d'articles parus dans Défense de l'Occident, Saint-Denis, Kontre Kulture, 212 p., 2023
- La Droite et l'Esprit du Fascisme, posthume, recueil d'articles parus dans Défense de l'Occident, Saint-Denis, Kontre Kulture, 280 p., 2025

#### Ouvrages
- Francis Bergeron, Bardèche, coll. « Qui suis-je ? », Grez-sur-Loing, Éditions Pardès, 2012.
- Patrick Besson, « Bardèche, maman, la bonne et moi », dans Solderie, Mille et une nuits, 2004.
- Ghislaine Desbuissons, Itinéraire d’un intellectuel fasciste : Maurice Bardèche, thèse, Institut d'études politiques de Paris, 1990.
- Jean-François Homassel, « Bardèche (Maurice) », dans Jacques Julliard et Michel Winock (dir.), Dictionnaire des intellectuels français : les personnes, les lieux, les moments, Paris, Le Seuil, 2009 (ISBN 978-2-02-099205-3), p. 131-132.
- Valérie Igounet, « “Révisionnisme” et négationnisme au sein de l'extrême droite française », in Négationnistes : les chiffonniers de l'histoire, éd. Syllepse/Golias, 1997, 240 p.  (ISBN 2-907993-46-1)
- Pierre Milza, L'Europe en chemise noire, Paris, Flammarion, 2004 [paru d'abord chez Fayard en 2002]
- Frédéric Pons, Esthétique et politique : les intellectuels fascistes français et le cinéma : Rebatet, Brasillach, Bardèche, 1930-1945, mémoire de maîtrise, Université Paris-I, Paris, 1977
- Hervé Serres, La Résistance avait raison : lettre à Maurice Bardèche, Paris, Éd. Réalité, 1948
- Pol Vandromme, La Droite buissonnière, Paris, Les Sept couleurs, 1960 [chapitre IV : « L'insurgé malgré lui : Maurice Bardèche »]

#### Revues
- Ghislaine Desbuissons, « Maurice Bardèche, écrivain et théoricien fasciste ? », Revue d’histoire moderne et contemporaine, tome 37, no 1, janvier-mars 1990.
- Lectures françaises, no 497.
- Ian Barnes, « A fascist Trojan horse: Maurice Bardèche, fascism and authoritarian socialism », Patterns of Prejudice, vol. 37, no 2, 2003.
- Nicolas Lebourg, « L'Homme qui inventa le négationnisme », article biographique, 9 juin 2009.
- Valérie Igounet, « Les premières voix françaises du négationnisme (1945-1953) », Archives juives, Paris, Les Belles Lettres, no 49 « L'antisémitisme en France au lendemain de la Seconde Guerre mondiale »,‎ 2e semestre 2016, p. 56-68 (ISBN 978-2-25169-443-6, lire en ligne).